# AC Greyhound
AC Greyhound är en gran turismo, tillverkad av den brittiska biltillverkaren AC Cars mellan 1959 och 1963. 
För att ersätta den gammalmodiga Two-litre tog AC fram en fyrsitsig bil, baserad på Ace-modellen. Chassit fick kuggstångsstyrning och hjulbasen förlängdes för att få plats med ett litet baksäte. Hjulupphängningarna fick skruvfjädrar. Motor-alternativen var samma som för Ace och Aceca.
Motor:
| Tillverkare | Motor               | Cylindervolym | Effekt | Bränslesystem    |
| ----------- | ------------------- | ------------- | ------ | ---------------- |
| AC          | 6-cyl radmotor SOHC | 1991 cm³      | 90 hk  | Tre förgasare    |
| Bristol     | 6-cyl radmotor ohv  | 1975 cm³      | 125 hk | Tre förgasare    |
| Bristol     | 6-cyl radmotor ohv  | 2216 cm³      | 105 hk | Dubbla förgasare |
| Ford        | 6-cyl radmotor ohv  | 2553 cm³      | 170 hk | Tre förgasare    |